# 9632 Sudo
9632 Sudo (1993 TK3) là một tiểu hành tinh vành đai chính được phát hiện ngày 15 tháng 10 năm 1993 bởi K. Endate và K. Watanabe ở Kitami.